# Bayerische Landesteilung von 1255
In der Bayerischen Landesteilung von 1255, auch als Erste bayerische Landesteilung bezeichnet, wurden das Herzogtum Bayern und die Pfalzgrafschaft bei Rhein am 28. März 1255 unter den beiden Söhnen Herzog Ottos II. († 1253) aufgeteilt. Ludwig II. erhielt das Herzogtum Oberbayern und die Pfalzgrafschaft, Heinrich XIII. das Herzogtum Niederbayern. Die beiden bayerischen Herzogtümer wurden 1340 unter Ludwigs Sohn Ludwig IV., Herzog von Oberbayern und römisch-deutscher Kaiser, wiedervereinigt.
Ludwig II. und Heinrich XIII. hatten nach dem Tod ihres Vaters zunächst gemeinsam die Herrschaft übernommen und noch im Herbst 1254 ihren Willen zur gemeinsamen Regierung bekräftigt. Um Ostern 1255 teilten sie schließlich – obwohl Reichsfürstentümer zu dieser Zeit als unteilbar galten – die ererbten Güter und Rechte in Bayern und der Pfalzgrafschaft untereinander auf. Ludwig erhielt die Pfalzgrafschaft und das sich in einem langen Bogen von Schwandorf über Ingolstadt und München bis nach Wasserburg und Kufstein erstreckende Oberbayern. Er residierte in München. Heinrich übernahm das zwischen Cham und Reichenhall gelegene Niederbayern. Er wählte Landshut als Residenzstadt.

## Zeitleiste
Die oberbayerischen Herzöge sind rot, die niederbayerischen gelb und die gesamtbayerischen orange dargestellt.